# Parco del Lago Trasimeno
Il parco del Lago Trasimeno è un'area naturale protetta istituita con la legge regionale n. 9 del 3 marzo 1995, con l'obiettivo di proteggere e valorizzare un'area di altissimo valore naturalistico e storico-artistico qual è quella del lago Trasimeno e dei comuni del suo comprensorio.

## Territorio
Il parco è gestito da un Consorzio di cui fanno parte oltre alla Provincia di Perugia i Comuni di:
- Castiglione del Lago
- Magione
- Panicale
- Passignano sul Trasimeno
- Tuoro sul Trasimeno

e anche gli altri Comuni facenti parte della Comunità Montana Monti del Trasimeno:
- Bettona
- Cannara
- Corciano
- Deruta
- Marsciano
- Paciano
- Piegaro
- Città della Pieve

## Fauna

### Ittiofauna
Ricca è la fauna ittica di questo bacino lacustre: le specie presenti sono 18, ma solo 5 di esse sono specie indigene non immesse dall'uomo. Tali specie comprendono lucci, carpe (comuni, a specchi, erbivore), tinche, cavedani, carassi (infestanti), alborelle, scardole, persici reali, anguille, persici trota, gambusie, ghiozzetti cenerini, ghiozzetti di laguna. Tra le specie estinte si ricorda la laschetta o rovella (Sarmarutilus rubilio), un tempo abbondante nel lago e scomparso negli anni novanta per la concorrenza effettuata dal traslocato triotto, di provenienza padana.
Da poco più di un decennio il lago Trasimeno ha subito un forte inquinamento di tipo ambientale con l'introduzione di specie di pesci alieni come il pesce gatto, il pesce rosso, il triotto, la pseudorasbora, il gambero rosso della Louisiana. Queste nuove specie esotiche sono entrate in concorrenza con le altre specie che popolano il lago Trasimeno riducendone drasticamente le quantità e compromettendone la sopravvivenza.

### Erpetofauna
Un monitoraggio dell'area effettuato tra il 2002 e il 2005 ha consentito di censire 7 specie di anfibi: Triturus carnifex, Triturus vulgaris meridionalis,
Hyla intermedia, Bufo bufo, Rana bergeri, Rana hispanica, Rana dalmatina e 9 specie di rettili: Testudo hermanni, Trachemys scripta, Lacerta bilineata, Podarcis muralis, Podarcis sicula, Hierophis viridiflavus, Zamenis longissimus, Natrix natrix e Natrix tessellata.